# アルバトロス級ミサイル艇
アルバトロス級ミサイル艇（ドイツ語: Schnellboot Albatros-Klasse）は、西ドイツ海軍および統一ドイツ海軍のSボート（ミサイル艇）の艦級。公称艦型は143型（Klasse-143）。

## 来歴
国防軍のSボート以来、ドイツの高速戦闘艇には定評があり、第二次世界大戦後の海軍再建の際にも、魚雷艇は重要な兵力として位置付けられた。連邦軍（西ドイツ海軍）では、バルト海という狭くて浅い内海での行動能力が重視されており、また特にその入り口にあたるスカゲラク海峡は狭く浅く、また霧や強風、潮流など航海の障害が多く、魚雷艇の作戦に適した海域と考えられていた。まず国防軍のSボートの設計を踏襲した149型（ジルバーメーヴェ級）が建造された。またその建造と並行して新設計の140型（ヤグアル級）の計画が進められ、1961年からは、小改正型の142型（ツォーベル級）も建造された。
しかしこの時期、魚雷にかわる新しい対艦兵器として艦対艦ミサイルが台頭しており、1960年代中盤より、これを主兵装としたミサイル艇が検討されることとなった。1966年10月には、140型（ヤグアル級）の後継として、リュールセン社に対して複合構造（鉄骨木皮）艇の要求仕様が提示されていたものの、この時点では搭載する武器システムとして妥当なものがなく、開発は難航していた。この遅れを補う漸進策として、1970年12月には、リュールセン社も開発に加わっていたコンバタントII型の建造が決定され、これは1972年よりティーガー級（148型）として就役を開始した。
この頃には純国産艇の開発も進展しており、1972年7月7日に契約が締結され、同月13日に建造が発注された。これによって建造されたのが本級である。

## 設計
148型ではサール型と同様の鋼製船体だったのに対し、本級では、140型・142型と同様の、鋼製フレーム・マホガニー船体に、隔壁と上部構造物はアルミニウム合金製という構造が踏襲された。主機は、148型と同じV型16気筒ディーゼルエンジンながらボアストローク比を増したMTU 16V956 TB91に変更された。電源出力は540キロワットに倍増した。
本級はミサイル艇隊の指揮艇として構想されていたこともあってC4Iシステムが強化されており、148型では武器管制を司るヴェガと戦術データ・リンクを司るPALIS（Passiv-Aktiv-Link-Lage-Informations system）という2種類の戦術情報処理装置を搭載していたのに対し、両者の機能を包括したAGIS（Automatische Gefechts und Informations-system Schnellboote）が開発されて搭載された。これはリュッチェンス級駆逐艦のSATIR-Iに続くドイツ第2世代の戦術情報処理装置であり、UNIVAC-1830電子計算機2基を使用していた。WM-27レーダーおよび電波探知装置からの情報を自動入力し、武器管制に使用できたほか、リンク 11による情報共有も可能であった。
艦対艦ミサイルは148型と同様で、エグゾセMM38を連装発射筒2基に収容し、艦橋構造物直後に搭載した。また本級では、これに加えて、後方発射型の533mm魚雷発射管2門も搭載されたが、こちらは後の近代化改修の際に撤去された。艦砲も強化されており、船首尾甲板に62口径76mm単装速射砲（76mmコンパット砲）を1基ずつ搭載した。

## 同型艇
| #     | 旧艦名 | 新艦名                | 就役           | 退役           | 退役後               |
| ----- | ------ | --------------------- | -------------- | -------------- | -------------------- |
| P6111 | S61    | アルバトロス Albatros | 1976年11月1日  | 2005年3月24日  | ガーナ海軍へ売却     |
| P6112 | S62    | ファルケ Falke        | 1976年4月13日  | 2004年12月16日 | 保管中               |
| P6113 | S63    | ガイヤー Geier        | 1976年6月2日   | 2005年9月29日  | チュニジア海軍へ売却 |
| P6114 | S64    | ブッサルト Bussard    | 1976年8月14日  | 2005年3月24日  | ガーナ海軍へ売却     |
| P6115 | S65    | シュペルバー Sperber  | 1976年9月27日  | 2005年6月30日  | チュニジア海軍へ売却 |
| P6116 | S66    | グライフ Greif        | 1976年11月15日 | 2005年6月30日  | チュニジア海軍へ売却 |
| P6117 | S67    | コンドル Kondor       | 1976年12月17日 | 2004年12月16日 | 保管中               |
| P6118 | S68    | ゼーアドラー Seeadler | 1977年3月28日  | 2005年9月29日  | チュニジア海軍へ売却 |
| P6119 | S69    | ハビクト Habicht      | 1977年12月23日 | 2005年12月13日 | チュニジア海軍へ売却 |
| P6120 | S70    | コルモラン Kormoran   | 1977年7月29日  | 2005年12月13日 | チュニジア海軍へ売却 |